# 유홍렬 (1907년)
유홍렬(柳鴻烈, 1907년 2월 2일 ~ 1966년)은 대한민국의 국회의원이었다. 충청북도 제천군 청풍면에서 태어나 수원공립보통학교와 경성제일고등보통학교를 졸업하였다. 제천군 재무부서에서 근무하였고, 청풍금융조합, 주문진금융조합, 문막금융조합 서기, 청풍면장을 지냈다. 제헌 국회의원을 역임하였다. 2대 국회의원 선거 때에는 대한국민당 소속으로 출마했으나 차점으로 낙선하였다. 이후 서울에 거주하다가 1966년에 별세하였다.

## 역대 선거 결과
|  | 72.27% |

|  | 26.70% |

|  | 39.42% |

|  | 12.28% |

## 참고자료
- 《대한민국 의정총람》, 국회의원총람발간위원회, 1994년
- 유홍열 - 대한민국헌정회
- 한국근현대인물정보 (국사편찬위원회)
- 한국근현대인물정보 (국사편찬위원회)